# Cycloramphus catarinensis
Cycloramphus catarinensis és una espècie de granota que viu al Brasil.